# 구시노오조르스크

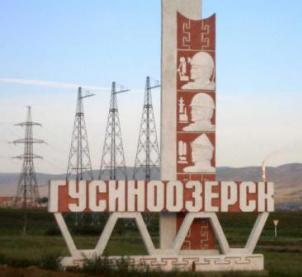

구시노오조르스크(러시아어: Гусиноозёрск)는 부랴트 공화국 셀렌긴스키군의 중심지이다.
바이칼호 근처에 위치해 있고, 셀렝가강에 면해 있다. 울란우데에서 남서쪽으로 110 km지점에 위치해 있다.